# Siculi
I Siculi o, più raramente, Sicheli (in greco antico: Σικελοί?, Sikeloi, dal nome del presunto re Siculo, Sikelòs) erano una popolazione, tra i primi occupanti della Sicilia, che i Greci trovarono quando arrivarono sull'isola nel 756 a.C.
Va ricordato, infine, che l'archeologo Paolo Orsi indicò come "sicula" tutta la cultura protostorica della Sicilia (età del rame, età del bronzo, inizi età del ferro).

## Fonti classiche
Le antiche fonti si soffermano soprattutto nell'identificazione della sede d'origine dei vari popoli preellenici della Sicilia. Tali notizie, allo stato, sono al vaglio di storici e archeologi moderni che non sembra siano giunti a conclusioni univoche.
Lo storico Tucidide, nelle Storie, all'inizio della narrazione della sfortunata spedizione ateniese in Sicilia descrive le varie etnie che abitavano l'isola prima dell'arrivo dei coloni greci: secondo la tradizione mitologica, i più antichi abitatori di una parte del paese sarebbero stati i Ciclopi e i Lestrigoni, sulla cui origine ammette di non avere alcuna notizia certa. Tucidide, tuttavia, ritiene che questi esseri mitici sarebbero stati preceduti dai Sicani che, ai suoi tempi, abitavano la parte centrale della Sicilia.
Dopo la caduta di Ilio, un gruppo di Troiani, scampati su navi alla caccia degli Achei, sarebbe approdato sulle coste della Sicilia e, stabilita la sua sede ai confini occidentali dei Sicani, avrebbe formato il popolo degli Elimi; le loro città sarebbero state Erice e Segesta. Poi, presso di loro, si sarebbe stanziato anche un gruppo di Focesi, reduci da Troia.
Per quanto riguarda i Siculi, Tucidide riteneva che fossero originari della penisola italica e che, spinti dagli Opici, sarebbero giunti numerosi in Sicilia dopo l'arrivo degli Elimi, cioè dopo la caduta di Ilio. I Siculi avrebbero sconfitto e respinto i Sicani nella parte meridionale e occidentale dell'isola ed avrebbero abitato la parte migliore della Sicilia per trecento anni, prima della colonizzazione greca.
Tucidide testualmente recita:
(Tucidide, Storie IV,2; traduzione di Sgroi)
Lo storico Diodoro Siculo aggiunge che Siculi provenienti dall'Italia avrebbero occupato le aree lasciate libere dai Sicani a seguito di un'eruzione dell'Etna e, dopo una serie di conflitti, sarebbero giunti alla stipulazione di trattati che definivano le frontiere dei reciproci territori.
Secondo Dionigi di Alicarnasso i Siculi sarebbero stati originari del Lazio meridionale; in base a tale affermazione, alcuni storici dell'Ottocento ritenevano di attribuire loro una presunta origine non indoeuropea, similmente ad altre antiche popolazioni italiche come i Liguri.
Dionigi di Alicarnasso, nella sua storia delle antichità romane, infatti, parla dei Siculi come della prima popolazione che abitò la zona di Alba Longa, la città di Romolo e Remo, da dove furono scacciati dagli Aborigeni e dai loro alleati Pelasgi, a seguito di una lunga guerra. Alcune località che poi divennero pelasgiche, come Antemnae, Fescennium, Falerii, Pisae, Saturnia ecc. sarebbero state in origine occupate dai Siculi mentre un quartiere di Tivoli, che ancor oggi conserva il nome Siculo, avrebbe avuto al tempo di Dionigi ancora dei Siculi. Gli Aborigeni, invece, si sarebbero estesi sino al fiume Liri assumendo il nome di Latini, dal re che li avrebbe domati al tempo della guerra troiana.
(Dionigi di Alicarnasso (Ρωμαικη αρχαιολογία [Antichità romane] 1, 9, 1).)
(Dionigi di Alicarnasso I, 9; II, 1; traduzione di Sergi)
Sotto la pressione degli Aborigeni, i Siculi avrebbero attraversato il mezzogiorno d'Italia e poi lo Stretto, fino al loro insediamento nell'isola, dove entrarono in contatto con i Sicani.
Dionigi di Alicarnasso ci dà una precisa indicazione cronologica, dichiarando che il passaggio dei Siculi sarebbe avvenuto dopo la presa di Troia. Il passo di Dionigi riferisce, tuttavia, anche l'opinione di Ellanico di Lesbo che, invece, fissa l'avvenimento a tre generazioni prima della guerra troiana (nel 26º anno del sacerdozio di Alcione ad Argo) sostenendo che, nell'arco di cinque anni, avrebbero attraversato lo stretto ben due flotte, la prima di Elimi in fuga dagli Enotri, la seconda di Ausoni respinti dagli Iapigi; il loro re sarebbe stato il mitico Sikelòs che avrebbe dato il nome all'isola, stabilendosi nella regione dell'Etna. Secondo Dionigi nemmeno i Sicani sarebbero autoctoni ma originari di un territorio presso il fiume Sikanos in Iberia. Dopo il presunto arrivo dei Sicani, secondo Dionigi, la Sicilia, che prima si chiamava Trinacria, avrebbe temporaneamente preso il nome di Sicania.
Anche secondo Antioco di Siracusa la popolazione condotta da Sikelòs sarebbe stata affine agli Enotri (i Siculi sarebbero stati spinti dagli Enotri e dagli Opici, e in un altro frammento narra l'arrivo di Sikelòs proveniente da Roma presso il Re Morgetes degli Enotri); tale affinità sarebbe basata su una presunta parentela di Sikelòs con Italos che sarebbe stato suo fratello o padre oppure lui stesso il re dei Siculi.
Antioco di Siracusa ci dice che: 
(in Dionigi di Alicarnasso, 1,12)
Troviamo riscontro di ciò in Filisto di Siracusa che, riportato da Dionigi di Alicarnasso, daterebbe l'immigrazione sicula nell'ottantesimo anno prima della guerra di Troia e identificherebbe i Siculi con una popolazione ligure scacciata dagli Umbri e dai Pelasgi, il cui mitico capo Sikelòs sarebbe stato figlio dell'altrettanto leggendario Italo.
Varrone nel De lingua latina considerava i Siculi originari del Lazio perché numerose erano le somiglianze tra la lingua loro e quella latina.
Servio, contrariamente a suoi predecessori e contemporanei, considerava i Siculi giunti dalla Sicilia a Roma. Egli scrive che una mitica città da lui denominata "Laurolavinia", per fusione dei nomi di Laurentum e Lavinium, fosse insediata sulla residenza di Siculos.
Festo fa i Siculi respinti dai Sacrani o Sabini insieme con i Liguri.
Anche Plinio il Vecchio, confortato da Virgilio, considera i Siculi tra i più antichi abitatori del Lazio, dal quale furono successivamente scacciati da quelle che furono le popolazioni che poi formarono il popolo romano, per raggiungere la Sicilia attorno al secolo XV a.C.
(Plinio (Naturalis Historia 3, 56).)
Le fonti riportano informazioni diverse sia in Plinio il Vecchio che in Solino i quali citano nel Lazio (l'antico Latium vetus) anche i Sicani, tra i popoli della lega del Monte Albano. Solino li considera tra le più antiche popolazioni dell'Italia con gli Aborigeni gli Aurunci i Pelasgi e gli Arcadi. I Sicani sono ricordati nell'Eneide di Virgilio come alleati dei Rutuli, degli Aurunci, dei Sacrani; Aulo Gellio e Macrobio li ricordano con gli Aurunci ed i Pelasgi.
Una tradizione dell'origine ligure dei Siculi si ritrova in Stefano di Bisanzio, che cita un passo di Ellanico, e in Silio Italico. In seguito a queste affermazioni si è rilevata dagli storici moderni la presenza di nomi di città come Erice, Segesta ed Entella in Liguria. Stefano di Bisanzio ed Ecateo citavano anche una città iberica chiamata "Sikanè", da dove i Liguri avrebbero scacciato i Sicani.
Altre notizie del popolo siculo sono riportate dai seguenti storici e letterati:
- Timeo di Taormina;
- Strabone;
- Pausania.

## La suddivisione in periodi dell'archeologo Paolo Orsi
Uno degli archeologi che eseguì numerose campagne archeologiche in Sicilia (dal 1889 al 1895), riscrivendo le basi scientifiche per lo studio delle popolazioni indigene, fu Paolo Orsi (1859-1935).
L'archeologo distinse quattro fasi della cultura sicula della Sicilia:
| Periodo                                                 | Centri archeologici rilevanti | Rinvenimenti caratterizzanti |
| Periodo Litico (presiculo)                              | Palazzolo Acreide, gradino superiore dell'Acradina, mura di Dionisio, S. Panagia, Tremilia, Cava del Filosofo, presso l'Epipole, Stazione neolitica di Stentinello | asce basaltiche, grotte naturali ad uso di abitazione umana, coltelli di silice, coltelli di ossidiana, schegge, resti di ossa di bruti, selci lavorate, avanzi di pasti e dell'industria |
| 1º Periodo Siculo (età del rame e prima età del bronzo) | Necropoli di Melilli, Necropoli di Bernardina, Cava della Signora (Castelluccio), Scarichi del villaggio siculo di Castelluccio, Cava della Secchiera              | coltelli di selce, ciottoletti forati ad uso di pendaglio, grotte a forno, scarso il bronzo, vasi mal cotti non torniti, cadaveri accoccolati scarniti, lame di selce presso i cadaveri, vasi nelle celle, potori cilindrici, calice a doppio manico, ossa ridotte ad utensili domestici, vasi mono e bicromici, rare anse, decorazione geometrica elementare |
| 2º Periodo Siculo (età del bronzo)                      | Necropoli del Plemmirio, Necropoli del Molinello, Necropoli di Cozzo del Pantano, Tomba di Milocca, Necropoli di Pantalica, Necropoli di Thapsos                   | modificazioni delle tombe a forno che diventano piccoli tholoi, bronzo, ceramica né a tornio né a forno, decorazioni a stecco, vasi a calice, a decorazione geometrica; tecnica grezza, tende a scomparire l'antica pittura vascolare |
| 3º Periodo Siculo (età del Ferro)                       | Necropoli di Tremenzano, Necropoli del Finocchito | cadaveri distesi, non rannicchiati, lame di bronzo, pugnaletti di bronzo, tombe a forme rettangolari, asce o scalpelli di ferro, scarabei, scomparso lo scarnimento, Industria ceramica locale coesistente con quella straniera (vasi proto ellenici siculi)                                                                                                  |

"Questa identificazione etnica delle popolazioni Siciliane [...] ebbe una enorme fortuna e per molto tempo non fu messa in discussione. Eppure chiamare «Sicule» le culture di Castelluccio e di Thapsos è in assoluto contrasto con tutti i dati delle fonti letterarie". In particolare la cultura di Thapsos infatti, alla luce di più recenti indagini archeologiche, viene inserita all'interno di un fenomeno espansionistico delle popolazioni micenee. Non sappiamo se fossero insediamenti abitativi sul modello di colonie o semplici scali commerciali o ancora insediamenti di popolazioni locali con una forte influenza micenea dovuta ai contatti commerciali con quest'ultimi. Ciò che è certo è che lo stile delle ceramiche, dell'unico edificio trovato (l'"anaktoron" prende nome dalle residenze dei principi micenei), dei corredi funerari delle necropoli, sono da riferirsi ad una chiara e importante influenza micenea sul territorio Siciliano. Influenza che cessò nel XIII sec a.C. quando nella Sicilia Orientale comparì la cultura di Pantalica Nord.

### Periodo Litico (presiculo)
Tipica del Neolitico siciliano è la cultura di Stentinello, dal nome della località, nei pressi di Siracusa, scavata da Orsi alla fine del XIX secolo. Vi fu rinvenuto un abitato primitivo con una gran quantità di resti di ossa da avanzo di pasti e un'industria su schegge silicee e ossidiana. Erano presenti anche fittili decorati con una tecnica peculiare. La popolazione di Stentinello utilizzava asce di basalto e coltelli di selce; gli era ancora estraneo l'assortimento di armi (frecce, lance e cuspidi) della successiva età età del rame. Asce basaltiche ed altri manufatti in rocce dure provenienti dal territorio che ha per centro Palazzolo Acreide sono esposte al museo di Siracusa.
A nord di Siracusa, su un terrazzo roccioso al di là della Scala Greca, sono state rinvenute grotticelle funebri a forno e numerosi avanzi litici preistorici. Nel margine del gradino superiore dell'Acradina, lungo le mura di Dionisio e nello spazio compreso fra Santa Panagia e la punta delle scogliere che la sovrastano dal lato di sud-est, sono stati raccolti coltellini di silice e frammenti di coltelli di ossidiana.
Il maggiore centro neolitico circumsiracusano è stato rinvenuto in contrada Buffaloro, presso la grande latomia detta "la Cava del Filosofo". Il numero delle schegge e del materiale litico fa presumere l'esistenza di un'officina di lavorazione. Le popolazioni che hanno lasciato questi resti sarebbero pre-sicule, di etnia ibero-liguroide, portatori della cultura della ceramica cardiale o impressa.

### I Periodo Siculo (età del rame e prima età del bronzo)
Nel I Periodo Siculo la produzione costituita da: coltelli di selce, accette di pietra, ciottoletti forati e conchiglie ad uso di pendaglio, rarissimamente umili perle o fili di bronzo, creta male lavorata e cotta, vasi non torniti, potori cilindrici, calici a doppio manico, ossa ridotte ad utensili domestici, vasi mono e bicromici con una elementare pittura terrosa, quasi ingubbiatura friabile male applicata alla superficie del vaso, rare anse e decorazione geometrica elementare.
Caratteristica della fine dell'età del rame e della prima età del bronzo siciliana è la cultura di Castelluccio, nel siracusano. In tale sito, nella necropoli di Cava della Signora, una zona nella quale si erano stanziate alcune tribù dedite alla pastorizia e all'agricoltura, furono rinvenute molte dozzine di coltelli di selce, vasi di pasta male manipolata e cotta, non torniti, e scarsi materiali in metallo.
In base a quanto rinvenuto nella necropoli di Cava della Signora, sappiamo che il rito funebre consisteva nel deporre un numero rilevante non di cadaveri, ma di scheletri, non distesi, ma accoccolati, come è provato dalle dimensioni ridotte delle cellette.
La deposizione rannicchiata del cadavere, che ricorda quella fetale, allude forse a credenze di morte/nascita.
Ciò indicherebbe anche il processo della scarnitura dei cadaveri, che è proprio di molti popoli dell'antichità e di molte tribù primitive moderne, reso evidente dalla colorazione in rosso che presentano i crani di alcuni sepolcri siculi dei dintorni di Palermo, operazione impossibile senza previa scarnitura. Era anche costante il rito di accompagnare gli scheletri con lame di selce, alcune delle quali, nel nostro caso, sembrano deposte sul cranio stesso: alla bocca della grotta un vaso, e vasi nelle celle.
Il gruppo più importante dei ritrovamenti è venuto alla luce in una località denominata "Bernardina". Nella parte più inclinata di una piccola necropoli, costituita da circa 50 celle, l'Orsi rinvenne rari sepolcri intatti, con le finestre sul suolo inclinato. Questa necropoli, per il tipo dei sepolcri piccoli e rozzi, presenta caratteri di grande arcaicità. Scarsissimo il bronzo, abbondante l'elemento litico, essa attesta la pertinenza degli oggetti di pietra al popolo delle grotte a forno, e fornisce così un caposaldo per la cronologia delle più antiche necropoli dell'isola, un terminus a quo nel giudicare dello sviluppo della civiltà sicula.
Orsi ha ricollegato la necropoli di Bernardina a una delle frazioni del centro che divenne la Hybla dei tempi storici, che venne in contatti politici coi primi coloni ellenici delle coste della Sicilia. La necropoli risale al pieno II millennio a.C. e la mancanza quasi assoluta del bronzo indusse l'Orsi ad attribuire la necropoli al periodo eneolitico.
Altre scoperte sistematiche della prima età del bronzo sono quelle relative alle necropoli di Melilli, in mezzo ai sinuosi, profondi, insidiosi avvallamenti del Cantera, naturalmente adatti per un importante insediamento. Nei dintorni di Melilli abbondano (circa 200) i gruppi di sepolcri della cultura di Castelluccio.
In Cava della Secchiera (una delle tante forre che dai monti Iblei scendono alla marina di Augusta) furono trovate tombe a finestra o a forno, lungo l'alta parete della gola. Il villaggio era certamente nel sovrastante terrazzo. In nessun sepolcro (più di 30) furono trovate sovrapposizioni greche o romane, perché probabilmente il luogo rimase disabitato dall'epoca sicula in poi. Proprio perché incontaminata da elementi successivi, quest'ultima necropoli rispecchia fedelmente la cultura dell'epoca.
A partire da questo periodo abbiamo anche testimonianza di scambi e commerci con le civiltà orientali: dai commercianti orientali le popolazioni locali ricevevano a scambio ossa decorate, di lavoro finissimo, lucenti alla superficie, ancora rudi negli incavi. Queste ossa per la loro forma e lavorazione sono una vera novità archeologica, e la loro presenza in tombe attestanti una civiltà così bassa (necropoli di Cava della Signora) ci porterebbe all'idea di un anacronismo, se l'Orsi non ne avesse scoperti due altri esemplari in una tomba intatta. Anche il vasellame, seppur di elementare decorazione estetica, sembra non avere riscontri nel vasellame italico, ma talvolta ci riporta al vasellame grezzo di Micene e di Troia, e ciò porta alla conclusione che il nappo siculo sia stato introdotto dall'oriente, e sia stato imitato e diffuso dai ceramisti locali.

#### Controversie sull'interpretazione dei dati archeologici del I Periodo

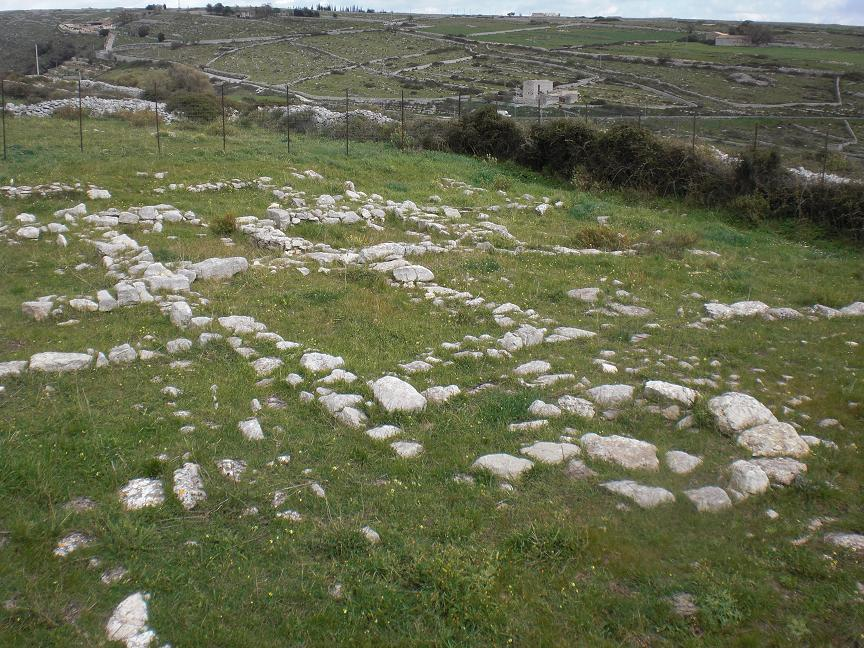
Rovine di Castiglione di Ragusa.

Alcuni studiosi del XX secolo tra i quali Giovanni Patroni (1937), aderendo alle tesi delle fonti letterarie e storiografiche antiche circa l'arrivo dei Siculi in Sicilia trecento anni prima della colonizzazione greca o ottanta anni prima della caduta di Troia, attribuivano il I periodo siculo alle popolazioni sicane, considerate autoctone o pre-sicule. Secondo il Patroni, infatti, i centri dell'età del bronzo di Pantalica e Thapsos (II periodo siculo), localizzati nell'area che i Greci dell'età classica riferivano ai Siculi, documenterebbero la loro diversità etnica rispetto a quelli delle aree più interne e, di conseguenza, la provenienza esterna dei loro abitatori. Patroni, in sostanza, si manteneva sulla linea interpretativa espressa precedentemente alle campagne archeologiche dell'Orsi dall'inglese Edward Augustus Freeman (1823-1892), secondo cui, nella Sicilia preistorica, i Sicani avrebbero costituito un'etnia di origine iberica, ed i Siculi una di origine indo-europea.
Altri studiosi dell'Ottocento, quali il russo Basilio Modestov, datavano alla fine dell'Età neolitica il presunto arrivo dei Siculi in Sicilia.
Un contributo al dibattito fu proposto dall'archeologo italiano Biagio Pace (1889-1955) che, nel 1935, attribuiva una cronologia più recente al primo periodo siculo, riferendola intorno al 1000 a.C.. Pace tentava inoltre di spiegare la profonda diversità di cultura esistente tra il cosiddetto Neolitico siciliano ed il primo periodo siculo e l'affinità di cultura tra il secondo periodo siculo e la civiltà egea: egli presumeva che l'evidente continuità di tecnica e di materiale che esiste tra il Neolitico siciliano rappresentato dalle stazioni di Stentinello, Tre Fontane, Poggio Rosso, Fontana Pepe, Piano Notaro ecc. ed il sub-occidentale che si ritrova in una rete di stazioni non lontana da Palermo e da Trapani (Capaci, Carini, Villa Frati, Valdesi, Mondello ecc.) non si dovesse riferire ad un distacco col primo periodo siculo, ma piuttosto alla circostanza che in diverse parti dell'isola vivessero contemporaneamente due popolazioni a civiltà diversa e con differente tipo di tradizione artigiana. A questa diversità, che è sicuramente documentata sia nella ceramica sia nella persistenza delle industrie di carattere paleolitico, corrisponderebbero quindi i dati della tradizione storica offertici da Tucidide il quale già sin dal V secolo asseriva che i Sicani erano di origine iberica ed i Siculi di origine italica I Sicani, che si credevano autoctoni, sarebbero stati quindi i Neolitici ed i Sub-neolitici della Sicilia occidentale ed i Siculi erano quelli del primo periodo distinto dall'Orsi.

### II Periodo Siculo (età del bronzo)
Nel 1891, al Plemmyrion, furono scoperti circa 40 sepolcri preistorici, con materiale in pessime condizioni, contaminato da successive sovrapposizioni di vasellame greco. Orsi ritenne che la necropoli fosse stata sconvolta e devastata quando, nella primavera del 413 a.C., un gran numero di soldati di Nicia furono seppelliti nelle camere circolari sicule per impossibilità di procedere alla loro cremazione. La necropoli, tuttavia, era sicuramente preistorica perché non vi fu rinvenuta ceramica al tornio; era visibile, peraltro, una modifica nel tipo di tombe a forno della cultura sicula. La ceramica è decorata a stecco, e tale tecnica trova riscontro nella necropoli del Molinella; né mancano le forme dei bacini specifici della cultura sicula e le analogie marcate ed insistenti con le ceramiche orientali di Ilio e Micene, piuttosto che con la penisola italiana.
A questo stesso periodo appartiene la necropoli di Molinello, presso Augusta, composta di camere spaziose, a forma di tholoi, aperte nei fianchi di un promontorio roccioso, circondato per due lati da una violenta tortuosità del fiume Molinello (Damyrias), che dopo poche centinaia di metri sfocia nel golfo di Augusta. Il villaggio siculo era al colmo, e la necropoli, piccola ma con bellissime e grandi stanze, si trova, come di solito, sotto il villaggio, al piede delle rupi verticali e poco sopra il corso del fiume. Essa fu violata in tempi assai remoti, ed i pochi resti di materiale preistorico che fu possibile trovare denotano ricchezza. Verso la metà del VI secolo, le tombe sicule furono in parte occupate da deposizioni rustiche della popolazione greca dell'agro megarese e il materiale preistorico fu in parte manomesso o eliminato.
Anche nella necropoli sicula di Cozzo del Pantano, presso Siracusa si nota lo stesso fenomeno. Ciò conferma il violento sovrapporsi dei coloni greci sulle coste dell'isola del quale fanno cenno le fonti letterarie. Lo stesso Tucidide afferma che i Greci avrebbero scacciato i Siculi da Ortigia e infatti nessuna delle necropoli circostanti alla città è posteriore al secolo VIII.
Nel secondo periodo siculo i contatti della Sicilia con la Grecia micenea sono abbastanza vivi e non è improbabile che assieme ai vasi fittili micenei, alle spade ed alle fibule, s'introducessero anche vasi metallici in numero scarso e poi imitati sul luogo in terracotta. È una civiltà inferiore che tenta di riprodurre i prodotti importati da una civiltà più avanzata. Orsi crede che la presenza di vasi metallici faccia scomparire la pittura geometrico-empestica, e porti in voga nuove forme vascolari non dipinte. Per la forma ed il contenuto dei sepolcri, Cozzo del Pantano ha speciale importanza, rappresentando tutte le caratteristiche peculiari del secondo periodo siculo: celle circolari ma più vaste, vere tholoi, sostituzione del bronzo alla pietra, imitazione micenea, introduzione di nuove forme nella ceramica, tendenza alla totale scomparsa dell'antica e diffusa pittura vascolare, coesistenza di una ceramica che non ancora usa il tornio, ma è progredita nella tecnica con la rozza ceramica indigena. Apparizione di vasi e bronzi micenei importati dalla coltura micenea della Grecia eroica per mezzo dei Fenici, attestante la vitalità dei contatti e degli scambi in un periodo che precede il secolo VIII (secolo nel quale prese inizio la colonizzazione greca della Sicilia).
Anello di congiunzione tra il II ed il III periodo siculo è, per certi riguardi, la necropoli di Pantalica. Questa grandiosa necropoli, visitata dal Fazello già nel 1555, sommariamente descritta dal Cavallari, non fu mai occupata dai Greci. Annovera alcune migliaia di sepolcri, alcuni dei quali furono studiati dall'Orsi, frugati forse sin dall'età romana, trasformati in abituri nel Medioevo ed in stalle di pastori. I reperti archeologici risalgono fino al secolo XI a.C.: cadaveri inumati, non combusti, ed il bronzo lì trovato si può avere come sincrono al più arcaico periodo di Villanova, posteriore al periodo miceneo e di certo anteriore a quello della colonizzazione greca in Sicilia.
A Sud di Siracusa nel piano di Milocca si scoprì per caso un sepolcro siculo contenente vasi grezzi a calice, la cui presenza non è fortuita, né costituisce un fatto isolato, infatti vasi di questo tipo furono trovati anche a Pantalica. Questi vasi con recipiente ora globulare, ora espanso a tromba, sia dipinti a decorazione geometrica, sia di tecnica grezza con semplice ingobbiatura, sono una caratteristica fin qui non rilevata delle grotte funebri artificiali sicule, le quali rappresentano lo stadio intermedio tra l'ultimo finire dell'era neolitica ed il principio dei tempi storici. Essi costituiscono nella forma, nella tecnica, nella ingubbiatura e nelle ansette una tale unità di tipo e di provenienza da renderli una peculiarità ceramica delle necropoli sicule. Però questa specie di vasi ha riscontri nella ceramica micenea e non è improbabile che prototipi metallici orientali siano serviti alla riproduzione di forme nuove per noi, ma già comuni nel mondo orientale greco. Né c'è da meravigliarsi se si pensa che vasi dello stile di Micene ebbero una grande diffusione (Grecia, Asia Minore, Cipro, Palestina, Naukratis in Egitto) e larga estensione cronologica (dal XV al XII secolo a.C.).
Nel Bronzo finale è percepibile un culto relativo alle acque sotterranee, considerate portatrici di significati connessi al concetto di fecondità, grazie a una piccola stipe votiva di vasi, ritrovata vicino a una sorgente nel vallone San Giovanni presso Ferla, un piccolo insediamento nel territorio di Pantalica.
Tra i vasi, oltre ai recipienti tipici di Pantalica, si trova una grande scodella con ansa a protome bovina, con decorazione incisa alla spalla e all'interno della protome. Si tratta di un prodotto forse locale, che imita prodotti esotici estranei alla cultura autoctona di Pantalica. La decorazione incisa e la protome rivolta verso l'esterno la differenziano dal materiale del Bronzo finale di Lipari, riportandola piuttosto alle forme dell'Italia centrale. Tale stipe testimonia un culto delle sorgenti con offerte votive.

### III Periodo Siculo (età del ferro)
L'appartenenza al III periodo siculo risulta chiaro nella necropoli del Finocchito presso Noto. Il villaggio del Finocchito era in posizione strategicamente vantaggiosa e acconcia alla difesa, dominante più valichi e la sua necropoli si sviluppò attorno ai fianchi meridionali anfrattuosi del monte.

I sepolcri posti su una linea, e solo in qualche punto a file sovrapposte, sono circa 300, ma sfortunatamente sono stati devastati sin da tempi antichi. La forma di queste tombe si diversifica da quella delle tombe del I e del II periodo siculo. Eccetto poche tombe ellittiche, con volta tondeggiante, esse sono stanzette rettangolari, prive di dromos e di anticella, alle quali si accede per un portello preceduto da piccolo padiglione.
Nella necropoli di Finocchito la stereotomia delle stanze denota un perfezionamento notevole di mezzi meccanici, in confronto con quelli impiegati nel I e nel II periodo. Non era più la rozza ascia di basalto, e forse nemmeno quella in bronzo, che qui si adibiva, ma probabilmente asce e scalpelli di ferro, oramai ben conosciuto.
Per quanto riguarda la produzione manifatturiera, si riscontrano vasi che designano la coesistenza di due industrie, l'una locale, l'altra straniera. Da una parte abbiamo i pentolai indigeni che o non conoscevano il tornio, o ne usavano in modo del tutto primitivo, con imperfetta cottura; dall'altra un certo numero di vasi addita i caratteri della importazione protoellenica. E finalmente altri sembrano di manifattura indigena su modelli stranieri, i cosiddetti "protoellenici siculi".
Importante la scoperta di tre piccolissimi scarabei, avvenuta nell'esame della tomba n.15. Sono i primi articoli di questo genere scoperti nelle necropoli sicule, ed hanno una notevole importanza cronologica, perché esemplari analoghi si hanno anche nelle tombe greco-arcaiche dei secoli VIII e VII dell'isola; e tanto più cresce il loro valore in quanto si trovano associati ad oggetti protoellenici di sicura importazione, quali vasetti geometrici e forse anche fibule.
Nel III periodo siculo, da quanto è stato rinvenuto nella necropoli di Finocchito, si rileva una modificazione profonda delle stanze funebri (da rotonde "a tholos", a rettangolari prive di dromos e di anticella, alle quali si accede per un portello preceduto da un piccolo padiglione), e questa modifica della stanza, coincide con il cambio del rito funebre.

Mentre nel I periodo i defunti venivano deposti in stanzine, sempre accoccolati, talora distribuiti attorno alle pareti, quasi a funebre banchetto, o stipati in vere masse, così da occupare tutta la capienza del vano, ora il sistema di deposizione è cambiato: i cadaveri sono distesi ed il capo appoggiato, per lo più, sopra un capezzale di pietra; anche la deposizione collettiva tende a scomparire, e alcune tombe contengono un solo cadavere; il costume della scarnificazione è poi del tutto scomparso. I sepolcri contengono sempre numerosa suppellettile funebre. L'adozione del corredo, se esso si deve considerare predisposto per la sopravvivenza del defunto, alluderebbe, almeno in origine, a credenze nel "doppio", cioè nella componente immateriale che sopravvive al corpo del defunto (l'anima o lo spirito).
La necropoli di Tremenzano, pur disponendo dei caratteri necessari per appartenere al III periodo, non lo rappresenta appieno poiché non sono molto evidenti i contatti con la civiltà delle colonie greche.

## Economia e società. Artigianato e commercio

### Agricoltura
La base delle colture dovevano essere orzo e frumenti nudi (grano tenero e duro), cereali di complessa coltivazione ma di buona resa, facili da trebbiare e da conservare alla latitudine della Sicilia. Anche le leguminose (veccia, fava) dovevano essere importanti per l'apporto di proteine.
Riguardo all'uso delle olive, vediamo che impronte di foglie di oleastro su vasi sono note nell'isola nel Bronzo medio (Sante Croci di Comiso, Cozzo del Pantano, Ustica), ma non si hanno ancora dati certi sulla specie innestata, in grado di produrre olio. Per quanto riguarda la vite, un seme di acino da una capanna della prima età del Ferro di Morgantina è della varietà non coltivata (Vitis silvestris).
Esiste certamente una correlazione causale tra progresso dell'agricoltura e sviluppo delle tecnologie ceramiche necessarie alla fabbricazione dei contenitori per l'immagazzinamento delle eccedenze produttive. La possibilità di immagazzinare provviste è indice di un'organizzazione complessa, di cui in Sicilia fornisce una testimonianza concreta l'insediamneto di Thapsos, con i pithoi conservati in ambienti-magazzino. Nel caso di questo port of trade (Thapsos per la quantità di reperti egeo-micenei o comunque orientali è ritenuto essere stato una grande meta commerciale), si può forse ritenere che l'intensificazione della produzione agricola fosse mirata non solo al consumo interno, ma anche a essere utilizzata come surplus per gli scambi esterni.
Per quanto riguarda i sistemi di stoccaggio, in alcune capanne a Morgantina sono stati trovati diversi tipi di contenitori (dolia e pithoi): le diverse morfologie e dimensioni presuppongono una destinazione per contenuti diversi, forse non solo per derrate, ma anche per acqua, almeno nel caso di forme a bocca non molto larga. La presenza di impressioni di semi grano su frammenti di argilla semicotta, che costituivano forse il coperchio che sigillava un dolio quadriansato piumato (di medie dimensioni, essendo alto 82 cm), indica una sua funzione come contenitore di granaglie.
La testimonianza di tecniche agricole avanzate e specializzate (non solo cerealicole, ma anche arboree) è fornita per il Bronzo finale dall'introduzione di nuovi strumenti in bronzo, come zappe (asce a cannone traforato) e roncole, spesso - e non a caso - associate (ripostigli di Niscemi, Noto Antica, Castelluccio di Scicli).

### Pastorizia
Riguardo alle attività pastorali, non sono ancora molte in Sicilia le analisi paleofaunistiche. Nel Bronzo medio a Thapsos resti di pasto sono composti in prevalenza da ossa di caprovini e bovini, con una buona presenza di maiali. Una forte crescita dell'allevamento del bestiame si avverte nel Bronzo finale a Lipari.
Nella prima età del Ferro si ha una predominanza dei bovini sui caprovini e una minore incidenza di maiali tra gli animali di allevamento, mentre non manca il consumo di animali selvatici (cinghiali e cervi), il che indica l'utilizzazione, mediante la caccia, delle risorse boschive.
L'importanza dell'allevamento è testimoniata indirettamente dalla frequente decorazione con protomi bovine delle scodelle, e dall'attività di filatura della lana, documentata dalla ricorrente presenza di fuseruole nei corredi femminili.
Esiti artigianali del consumo delle carni e della macellazione di animali sono dati dalle attività manifatturiere nel campo della concia delle pelli e del cuoio, della lavorazione dell'osso e del corno, della filatura e della tessitura. Una delle fasi della lavorazione della lana, la cardatura, è documentata a Morgantina da un pettine ricavato da un osso animale.
Un'altra attività legata all'allevamento è quella casearia, la cui importanza potrebbe essere testimoniata da appositi vasi destinati alla produzione di formaggi.

### Organizzazione sociale e politica
I rinvenimenti archeologici ci danno alcuni indizi anche sul tipo di organizzazione sociale e politica.

Un indizio dell'esistenza di un regime collettivo del suolo potrebbe forse essere visto nella comunità di Lipari fino a età arcaica, nel sistema di coltivazione della terra (inizialmente comunitaria, poi soggetta a lottizzazione privata con redistribuzione ventennale nelle isole minori) adottato dai coloni cnidii inizialmente coabitanti con i nativi.

I limiti di segmentazione del patrimonio impliciti in un sistema siffatto impongono la necessità, dopo alcune generazioni, di acquisire nuove terre per la sopravvivenza delle accresciute entità familiari, il che potrebbe spiegare la necessità degli spostamenti di gruppo. La prevalenza dell'economia pastorale risponde bene ai requisiti di gruppi migranti, in quanto gli armenti sono beni "mobili", trasportabili. Altri elementi, che rispondono bene ai requisiti di gruppi migranti, sono il fatto che i siculi conoscessero gli equini e li utilizzassero come mezzi di trasporto (forse furono proprio i Siculi ad esportare l'uso del cavallo in Sicilia), che conoscessero e praticasero la Caccia e la Pesca. 
(Paolo Orsi)
Esistono infatti dei graffiti con scene di caccia al cervo, figure equestri e pesci rinvenute nel sito di Caratabia (nei pressi della odierna Mineo).
Nel Bronzo Tardo le popolazioni autoctone sembrano caratterizzate da un'organizzazione "centri egemoni"-"centri satellite", da una struttura sociale marcata da accentuati processi di stratificazione e da un'economia centralizzata redistributiva. L'adozione della grotticella artificiale a celle multiple, destinata a deposizioni per più generazioni, suggerisce un ordinamento patriarcale con filiazione di tipo patrilineare ed esprime l'importanza dei lignaggi e delle formazioni "gentilizie".
Nella prima età del Ferro diventano comuni le tombe monocellulari, contenenti deposizioni singole o relative a un numero di individui che non supera la famiglia nucleare o coniugale. Si potrebbe supporre (ad esempio osservando realtà come Pantalica dove sono presenti sia le grotticelle multiple sia le successive tombe monocellulari) l'esistenza della proprietà privata della terra, inizialmente in mano a grandi famiglie patriarcali (quelle delle grotticelle a celle multiple), poi trasmessa per eredità portando di conseguenza ad una segmentazione dei lotti coltivabili e della società (si spiegano le tombe monocellullari). In un momento in cui i beni disponibili sono prevalentemente di produzione locale, l'accesso ad essi è più agevole ed indiscriminato per tutti i membri di una comunità, donde l'apparenza di un'"eguaglianza" nell'accesso ai beni di consumo. Anche l'aspetto costante sia delle tombe che delle strutture abitative non mostrano segni di grandi disparità sociali.
La struttura abitativa più comune era così costituita: sul muro di pietre a secco perimetrale (di forma quasi sempre circolare), internamente intonacato, poggia un tetto conico stramineo, sostenuto da una fila di pali interni all'ambiente e aperto alla sommità in corrispondenza del focolare interno (oppure rettangolare a doppio spiovente sorretto da pali lignei inglobati nel muro di pietre a secco nel caso non fosse di forma circolare). Ma all'interno delle tombe non mancano corredi femminili contraddistinti da oggetti di ornamento in bronzo e soprattutto in ferro, che inducono a ritenere che in queste comunità l'emergenza sociale fosse ostentata attraverso la connotazione dell'individuo di sesso femminile.
Nell'VIII secolo l'aumento degli scambi con l'esterno hanno permesso a coloro che li gestivano di acquistare prestigio sociale e potere politico, e ciò stimola all'interno della comunità il coagularsi di gruppi dominanti su base parentale. L'offerta di beni esotici accresce le differenze economiche e forse anche di status all'interno della comunità, marcando un accesso diseguale ai beni in circolazione.

Per quanto riguarda la sfera del "politico", non ci sono sinora nelle deposizioni funebri di comunità autoctone e peninsulari dati sufficienti a riconoscere individui dal prestigio tale da poter loro attribuire le funzioni di "capi". L'unico riferimento all'organizzazione politica è letterario e si deve a Diodoro che ricorda come ogni centro avesse un basileus, una definizione chiaramente inficiata dall'idea che un autore del I secolo aveva della figura di un "capo", il cui riconoscimento nelle comunità tribali è basato su doti personali. Certamente i guerrieri rivestivano un ruolo importante all'interno della comunità, ma non è possibile identificare in essi delle autorità politiche sulla base dei dati funerari.
Esiste il caso isolato di Pantalica, in cui il Palazzo del Principe o Anaktoron suggerirebbe l'esistenza di un capo. Nel vano maggiore meridionale del palazzo Paolo Orsi rinvenne le tracce di una fonderia di bronzi; da ciò fu portato a ritenere che la lavorazione del metallo fosse nell'antica comunità una prerogativa del capo.
Per la sua unicità nel panorama della Sicilia protostorica, l'anàktoron di Pantalica, in gran parte di struttura megalitica, venne dallo stesso Orsi fondamentalmente attribuito a maestranze micenee al servizio del principe barbaro.
(Paolo Orsi)

## Ipotesi sulla provenienza dei Siculi

### Le possibili origini italiche
L'antropologo Giuseppe Sergi (1841-1936), esaminando i caratteri fisici dei Liguri e dei Siculi, avrebbe stabilito la loro identità, confortato dalla similitudine dei costume funerario: lo scheletro neolitico di Sgurgola presso Anagni, infatti, era colorato in rosso come gli scheletri neolitici delle Arene Candide, grotte liguri. Liguri e Siculi sarebbero stati quindi due rami dello stesso ceppo umano, solo che, avendo differenti abitati, sarebbero stati erroneamente considerati come due popoli diversi.
Nel Lazio e in altre regioni d'Italia l'identificazione dei Siculi con i Liguri sarebbe rivelata dai nomi dei luoghi, monti, fiumi, laghi, oltre che dalle forme nominali.
L'archeologo Giacomo Boni (1859-1925) avrebbe documentato archeologicamente l'insediamento del popolo dei Siculi nel Latium Vetus, rinvenendo alcune tombe a Cantalupo in Sabina e a Corneto Tarquinia. Il materiale rinvenuto in tale tomba sarebbe stato acquistato dal prof. Luigi Pigorini, fondatore dell'omonimo museo in Roma e grande paleontologo. Quest'ultimo, nel 1880, scriveva di aver notato una colorazione rosso vivo nella parte anteriore del cranio umano e in alcune punte di selce, parte del corredo tombale. Trattasi, tuttavia di conclusioni risalenti a oltre un secolo fa e che, allo stato, sono oggetto di dibattito e di possibile revisione.
Altri dati confronterebbero la civiltà sicula con quella di carattere italico ritrovata dall'Orsi stesso, sia sul versante ionico della Calabria, a Canale Inachina presso Locri, sia sul versante tirrenico, a Torre Galli presso Tropea.

### L'identificazione dei Siculi con il "Popolo del Mare" dei Šekeleš
In una grande iscrizione in geroglifico posta a Karnak (Luxor, Egitto), il faraone Merenptah (1208 a.C.) ricorda la sua vittoria su una coalizione di nove popoli (Nove Archi), nella quale avrebbe ucciso 6.000 nemici e fatto 9.000 prigionieri. L'attacco sarebbe stato condotto da tre tribù Libiche (Libu, Kehek e Mushuash) e da cinque gruppi di "Popoli del Mare", composti da Eqweš o Akawaša, Tereš o Turša, Lukka, Šardana o Šerden e Šekeleš. Il faraone Merenptah li chiama "forestieri del mare".
I Šekeleš dell'iscrizione di Karnak sono anche citati nell'archivio privato di Ammurapi, ultimo sovrano di Ugarit (Ras Shamra, Siria). In esso è stata rinvenuta una lettera del sovrano di Cipro, che segnala la presenza in mare della flotta del popolo dei Sikalayu e suggerisce al re di Ugarit di allestire le difese della sua città. Ammurapi rispose comunicando che l'attacco nemico era già iniziato ma di non avere i mezzi per respingerlo. Tale nota, infatti, non fu mai spedita, per impossibilità sopravvenuta.
Secondo un'iscrizione del tempio di Medinet Habu, un nuovo attacco all'Egitto fu effettuato nell'8º anno del regno di Ramses III (1186 a.C.) da un'alleanza di cinque popoli stretta nel paese degli Amorrei (Siria): oltre ai Šekeleš compaiono i Peleset, i Tjeker, gli Wešeš e i Denyen, con al seguito donne, bambini e masserizie. Qui i popoli sono complessivamente denominati "Popoli del mare, del nord e delle isole". Gli Egizi respinsero gli invasori a Djahy, una località nella terra di Canaan.
I "Popoli del mare" sarebbero una sorta di confederazione di predoni marittimi che navigavano e razziavano nel Mar Mediterraneo. I Šekeleš sono stati identificati con Siculi da alcuni studiosi, secondo cui avrebbero raggiunto la Sicilia dopo essere stati respinti dagli Egizi.
Le raffigurazioni del tempio di Medinet Habu mostrano una specifica iconografia dei guerrieri: i Šekeleš hanno i capelli raccolti al di sotto di un panno, in alcuni casi rigonfio, fermato sul capo da un nastrino; indossano un medaglione sul petto e hanno in dotazione due lance e uno scudo rotondo
Un consistente indizio archeologico, per individuare l'espansione dei Popoli del mare nel bacino del Mediterraneo, sarebbe la tipologia della ceramica in quanto queste popolazioni, pur non essendo tutte originarie della Grecia facevano parte del Commonwealth greco-miceneo e ne condividevano, appunto, i manufatti ceramici. In particolare sarebbero indicativi i ritrovamenti della ceramica del tipo Miceneo III C (submicenea) quando, all'analisi neutronica, si rivelano non importati ma prodotti sul posto.
Nell'età del bronzo recente, la presenza micenea in Sicilia è documentata dall'abitato costiero fortificato di Thapsos, all'epoca della fioritura, all'interno, della cultura Pantalica I (1270-1050). Intorno al 1200, Thapsos viene distrutta e, nei siti della cultura di Pantalica, appare la ceramica micenea III C. A Dessueri sono state rinvenute anfore identiche a quelle della necropoli (XI sec.) di Azor, presso Giaffa. Nella Sicilia orientale, nel successivo periodo (1050-850), appare la civiltà sicula di Cassibile o Pantalica II (SR). Sono questi gli elementi - oltre all'assonanza dei nomi - che lascerebbero dedurre l'identificazione dei Šekeleš con i Siculi e un loro arrivo dal Mediterraneo orientale in Sicilia.

## Presunte vicende storiche del popolo dei Siculi

### Il conflitto con i Pelasgi e gli Aborigeni
Nelle fonti antiche leggiamo che i primi aggressori dei Siculi, quando essi ancora si trovavano in Italia peninsulare, furono gli Umbri, seguiti dai Pelasgi; il popolo proto-greco che in Italia si alleò con gli Aborigeni per scacciare i Siculi dal Lazio.
Infatti, sia Dionigi di Alicarnasso che Marco Terenzio Varrone sostengono una spedizione pelasgica contro l'ethnos siculo dettata da un esito oracolare: un noto senatore romano, Lucio Manlio, afferma lo storico di Alicarnasso, vide persino il tripode con l'iscrizione che riguardava i Pelasgi e la loro missione dodonea, la quale dall'Epiro fu rivolta verso la "Saturnia dei Siculi" (la terra del Lazio dominata dai Siculi):
(L'oracolo di Dodona ai Pelasgi. Varrone in Macrobio, Saturnalior, lib. I, cap. VII. Trad. ita Mariano Bizzarri, 2002, p. 79.)
Tuttavia i Pelasgi non riuscirono a sconfiggere totalmente i Siculi, i quali però, secondo quanto ci riferisce Ellanico di Lesbo in Dionigi, infine, stanchi delle aggressioni o non potendo resistere ad esse, avrebbero lasciato il territorio e sarebbero migrati, passando per l'Italia Meridionale, in Sicilia.

### Il re Kokalos e il conflitto con i Cretesi
Non si è certi dell'appartenenza del re Kokalos al popolo dei Siculi, in quanto gli autori ci danno su di lui informazioni contrastanti. Conone dice che Minosse venne in "Sicania" presso Kokalos, qualificandolo però come "re dei Siculi", e Diodoro lo definisce "re sicano".
Da quanto ci dicono Erodoto, Eforo, Filisto, Callimaco, Eraclide Lembos, Conone, Strabone e Diodoro, sappiamo che fu re di una popolazione siciliana, che aveva la sua capitale nella città di Kamikos, e che lui o le sue figlie uccisero a tradimento Minosse (o "Minoa" secondo Eraclide Lembos), giunto in Sicilia alla ricerca di Dedalo.
Questo mito del re Kokalos che uccise Minosse è attestato dalla tradizione storica fino dal V secolo a.C. Diodoro ci dice infatti che Antioco di Siracusa iniziava la storia della Sicilia con il regno di Kokalos; e già una tragedia di Sofocle ed una commedia di Aristofane erano state ispirate al mito di Kokalos.
Enumerando i conflitti famosi ai quali i Siculi avrebbero preso parte possiamo menzionare il conflitto originato dall'uccisione di Minosse, giunto in Sicilia alla ricerca di Dedalo, per mano di Kokalos o delle sue figlie. Erodoto racconta della ricerca fatta da Minosse dell'eroe Dedalo e della sua morte violenta che si tentò di vendicare con una spedizione cretese; Callimaco allude all'origine cretese di Minoa ed alla morte di Minosse per opera delle figlie di Kokalos; Minosse sarebbe stato ucciso secondo Conone dalle figlie di Kokalos e per questo sarebbe scoppiata una guerra tra Cretesi e Siculi, per la quale i primi, vinti, sarebbero fuggiti sulle coste della Puglia assumendo il nome di Iapigi e ripartendo più tardi per la Macedonia, oppure secondo Diodoro sarebbero rimasti in Sicilia fondando Minoa in onore del loro eroe.

### Il re Italo e il re Siculo
Non si sa con certezza chi fosse Italo e a che popolo appartenesse, poiché le informazioni su di lui sono contrastanti. Alcune fonti gli attestano un ruolo importante nei confronti del popolo siculo: Tucidide lo definisce "uno dei Siculi" il nome del quale avrebbe dato derivazione al nome "Italia", Filisto parla di Italos come del "padre del capo ligure Sikelòs". Mentre Antioco fa riferimento a un Italos "fratello o padre di Siculo o addirittura re dei Siculi". Infine Antioco di Siracusa lo fa re degli Enotri, che proprio per il suo nome si sarebbero poi chiamati "Itali", ma lo descrive anche padre di Morgete (dicendo che Morgete gli succede). Siculo invece sembra arrivare dal nulla a "dividere le genti" (i Siculi dai Morgeti).
Siculo (o Sikelós o Siculus), è il presunto re che avrebbe dato il nome al popolo Siculo e alla Sicilia (Sikelia).

La sua figura nella tradizione storiografica rimane costantemente legata alla storia del popolo Siculo che dall'Italia passò in Sicilia, anche nei casi in cui si suppone che il popolo non fosse di Siculi, ma di Ausoni o di Liguri, sempre dello stesso popolo, e dello stesso re si parla. Antioco di Siracusa parla di un Siculo indistinto che sembra comparire dal nulla per dividere le genti, i Siculi dai Morgeti e dagli Itali-Enotri.

Filisto di Siracusa, riportato da Dionigi di Alicarnasso dice che le genti le quali passarono dall'Italia in Sicilia sarebbero state in realtà dei Liguri condotti da Sikelós figlio di Italós. Servio dice che la città da lui chiamata "Laurolavinia" sorse dove già abitava "Siculus". Dionigi di Alicarnasso riporta la testimonianza di Ellanico di Mitilene, secondo il quale Sikelós sarebbe stato re degli Ausoni e avrebbe dato il nome all'isola. Infine Antioco di Siracusa ci dice che Sikelós sarebbe stato fratello o figlio di Italós e proveniente da Roma presso il re Morgete degli Enotri.

### Religione

#### Culto dei Palici
Macrobio narra che i Siculi avessero un oracolo, nei pressi dei laghetti di Naftia ("lacus ebullientes"), e che durante una carestia, questo oracolo dei Palici suggerì ai Siculi di compiere dei sacrifici in onore di un eroe siculo (Pediocrates). Terminata la carestia: «i Siculi raccolsero sull'altare dei Palici ogni genere di biade».

Di un altare dei Palici, ricco di doni, situato in un bosco in riva al Simeto, parla anche Virgilio: «Attorno alle correnti del Simeto, dove c'è la pingue e placabile ara dei Palici».
Ravisio nei suoi Officia ci spiega qualcosa in più sul mito che starebbe dietro questo culto:
«Vicino al Simeto, fiume della Sicilia, la ninfa Thalia [...] gravida di Giove, per timore di Giunone
[moglie e sorella del dio adultero], chiese che la terra si aprisse per lei; cosa che avvenne;
ma quando venne la maturità del parto, dalla terra apertasi vennero fuori quelle Fonti».
Il mito nasce dal timore per i fenomeni naturali che si verificavano nel lago, ora cessati, ma ampiamente descritti da Diodoro Siculo. Ovidio e Virgilio menzionano il mito: pare che i fenomeni dovuti a due sorgenti solforoso-termali fossero state personificate nei due gemelli Palici, che, nel mito originario, sarebbero stati figli dell'unico dio (pare fossero monoteisti escludendo le muse e le ninfe) siculo Adrano e della ninfa Etna, poi in una successiva elaborazione figli di Efesto, e poi in una ancora successiva di Talia e Zeus, il quale per insabbiare l'adulterio (temendo la reazione di Era) nascose Talia sottoterra, dove ella partorì i due gemelli.
L'importanza di questo mito e del relativo culto per i Siculi è palesata dalla ferma decisione di Ducezio di Mene (o Nea) di fondare la città di Paliké in questo luogo e di farla capitale del suo Regno Siculo, come ci raccontano Macrobio e Virgilio.
Del tutto originale risulterebbe la concezione religiosa della morte, lo studio e la traduzione di alcune iscrizioni in lingua sicula aprirebbero nuovi spiragli sulle credenze religiose e sulla concezione dell'Aldilà dei Siculi. Dette brevi iscrizioni compaiono su due tegoli di argilla cotta, che dovevano essere posti a copertura di una sepoltura, rinvenuti ad Adrano. Il primo tegolo reca la seguente iscrizione: "dvi hiti mrukesh ais uie" che tradotto significa "per i due morti, qui deposti, invoca dio"; sul secondo tegolo sta scritto: "re sesan ires be" che tradotto significa "concedi ai resti di risorgere". Si potrebbe ipotizzare che, almeno cinque secoli prima del Cristianesimo, i Siculi possedessero nella loro religione il concetto di reincarnazione e di resurrezione.

## Fatti storici riguardanti i Siculi

### La fondazione di Siracusa e l'asservimento dei Siculi
Dopo la conquista del piccolo sito commerciale di Ortigia si ebbe una vera fondazione di città, Siracusa, nel secolo VIII (si ricostruirono tre date: 756, 733, 710 a.C.) e fu retta da un governo aristocratico fino al V secolo a.C., quando subì la stessa sorte di Corinto - con circa un secolo di ritardo - per l'agire di Gelone, già tiranno di Gela.
Megara Iblea transita anch'essa sotto tirannide nel 480 a.C. per l'agire di Gelone di Siracusa (già tiranno di Gela) che, alleato col fratello Gerone di Gela e col suocero Terone di Agrigento, conquistò l'intera Sicilia Orientale (che altro non è che il perduto regno di Iblone) fino a Catania, Etna e Adrano.

### Ducezio e la ribellione degli indigeni dell'isola
Ducezio nacque nel 488 a.C. nei pressi di Nea (Noto) oppure a Mene (o Menaion in greco, l'odierna Mineo).

Ducezio aveva dimostrato le sue doti di generale già quando aveva partecipato all'assedio di Aitna a fianco dei Siracusani contro Dinomene costringendo la popolazione a fuggire, e a rifugiarsi sui monti ad est di Centuripe, ad Inessa ribattezzata Aitna.
È dopo questo episodio che ha inizio il "momento di Ducezio", ossia il ventennio circa (tra il 461 e il 440 a.C.) in cui egli dominò lo scenario militare e politico della Sicilia Orientale, questo "momento" è stato anche definito da F. Cordano «il momento della migliore autocoscienza dei Siculi».
L'importanza che le alleanze sicule avevano avuto per le colonie greche in vari conflitti, insieme al quadro politico fosco in Sicilia centro Orientale con Trasibulo a Syrakos e Trasideo ad Akragas che da Diodoro furono definiti "violenti e assassini", iniziarono ad alimentare l'idea, in molti siculi e in Ducezio, che fosse il momento buono per liberarsi dall'oppressione greca, e che il popolo siculo, forte dei successi militari ottenuti nel passato recente a fianco di eserciti sicilioti, riaffermasse la supremazia sulla propria terra.
I siculi di Ducezio furono infatti protagonisti di una grande campagna contro praticamente tutti i grossi centri Sicilioti della Sicilia Centro-Orientale.
Già qualche anno prima gli eserciti siculi erano risultati vittoriosi nella coalizione di Siculi di insorti Siracusani e di Akragas, Gela, Selinunte e Imera contro Trasibulo di Siracusa, riuscendo a rovesciare il tiranno. Tra il 466 a.C. e il 461 a.C. i Siculi di Ducezio fecero parte di una coalizione Siculo-Siracusana contro Etna, governata allora da Diomene. La vittoria della coalizione costrinse la popolazione di Etna a fuggire, rifugiandosi sui monti ad est di Centuripe ad Inessa che fu allora ribattezzata "Etna".
Successivamente Ducezio, forte della recente vittoria militare e del malcoltento siculo per la secolare oppressione greca, si erse a capo di una lega sicula divenendo praticamente il Re dei Siculi. Nel 460 a.C. conquistò Etna-Inessa, nel 459 a.C. ricostruì Mene (Menaion in greco) e distrusse Morgantina.
Nel 453 a.C. fondò Palikè e ne fece la capitale del suo stato. Poi conquistò anche Agnone, ma nel 452 a.C. "Syrakos" e "Akragas" gli dichiararono guerra scendendo in campo a fianco delle colonie greche.
Nel 450 a.C. venne però sconfitto a Nomai (forse in provincia di Agrigento) e successivamente a Motyon (vicino a San Cataldo). Fu infine esiliato a Corinto.
Nel 444 a.C. rientrò in Sicilia con un gruppo di coloni Corinzi e fondò Kalè Aktè su incarico di un oracolo (forse quello di Dodona), presso l'odierna Caronia; lì morì quattro anni dopo, nello stesso anno della distruzione di Palikè.
Nella narrazione diodorea il "momento di Ducezio" è diviso in due parti e in due libri differenti: si dipana più consistente nella parte finale del libro XI, dove si collocano, a partire dall'anno 461/60 gli episodi esaltanti della rapida conquista. Nella parte iniziale del libro XII invece, trova posto l'esilio di Ducezio e il suo ritorno in Sicilia per la fondazione di Kale Akte, quindi la sua morte e la riconquista siracusana dei centri siculi sino alla caduta di Trinakrie.

### La fine dei Siculi
È evidente che i continui contatti con i popoli greci determinarono delle forme di contaminazione culturale. Tuttavia è da riscontrare come la fine della menzione dei siculi attraverso le fonti antiche avviene nell'epoca in cui a Siracusa regnava Agatocle. Da qui le fonti non ci aiutano a ricostruire il mistero dell'evoluzione e della scomparsa di questo popolo.

## Le città più importanti

### Kalè Akté
Riguardo alla fondazione di Kale Akte (Calatte), Diodoro è la sola nostra fonte sull'episodio e ne fornisce notizia in due diversi luoghi del libro XII della Bibliotheke: a 8, 2 e a 29, 1.

Pare che Ducezio, in esilio a Corinto, dopo la sconfitta del 450 a.C., avesse ricevuto l'incarico, non si sa bene da quale Oracolo (Anna Maria Prestianni Giallombardo teorizza per una serie di motivi che sia l'Oracolo di Dodona), di fondare Kalè Aktè, o forse di popolare la "bella costa" in Sicilia.

Così con un gruppo di coloni Corinzi tornò in Sicilia nel 444 a.C. e fondò Kalè Aktè, l'ultima città di fondazione sicula, nella quale egli morì quattro anni dopo nel 440 a.C.

### Kamikos
Della città di Kamikos sappiamo che essa sarebbe stata la città capitale del regno di Kokalos, avrebbe ospitato Dedalo e poi Minosse, il quale però avrebbe incontrato, proprio in questo luogo, la morte per mano del re Kokalos o delle sue figlie.

La natura sicula o sicana della città dipende dalla natura del regno di Kokalos, ma anche quella di quest'ultimo non è accertabile con chiarezza, a causa delle contrastanti informazioni lasciateci dagli storici.
Riguardo all'ubicazione della città, Paolo Enrico Arias propone che essa sia vicina ad Agrigento ma senza certezze; però aggiunge che il Bérard pensa che essa possa essere nei pressi di Sant'Angelo Muxaro, teoria che troverebbe riscontro in due fatti:
1. la località si trova su di un fiume, come ci dicono le fonti antiche;
2. l'Orsi vi ha rinvenuto un genere di ceramica di chiara impronta rodio-cretese, quanto mai importante e non frequente in quella parte della Sicilia.

### Menai
Fondata o ricostruita secondo le fonti da Ducezio nel 459 a.C. nel sito di un antico villaggio indigeno nei pressi di un importante santuario non-ellenico col nome di Menai (o "Menaion" in Greco e "Mene" in Latino), sarebbe stata anche il luogo in cui lo stesso Ducezio sarebbe nato nel 488 a.C.

Con la sconfitta del condottiero Siculo da parte dei Siracusani nel 450 a.C. la città perde la sua centralità.

### Morgantina
Secondo la leggenda un gruppo di Morgeti guidato dal mitico re Morges (Morgete, erede, come Siculo, di Italo, sempre secondo Antioco), fondò nel X secolo a.C. la città di Morgantina (Morganthion) sul colle della Cittadella. Per oltre trecento anni i Morgeti occuparono il luogo, integrandosi con le altre popolazioni affini dell'interno e prosperando grazie allo sfruttamento agricolo della vasta pianura del Gornalunga.

Verso la metà del VI secolo a.C. Greci di origine calcidese giunsero a Morgantina si insediarono nella città convivendo abbastanza pacificamente con i precedenti abitanti, come sembra testimoniare la mescolanza di elementi culturali nei corredi funebri. I coloni calcidesi assimilando la religiosità dei Morgeti trasformarono la Dea Madre nelle loro divinità Demetra e Persefone per come testimoniato dai famosi acroliti teste marmoree complete di mani e piedi con il corpo composto da materiale deperibile risalenti agli anni 525-510 a.C. La città sembra venisse distrutta una prima volta alla fine del secolo, ad opera del tiranno di Gela, Ippocrate. Nel 459 a.C., la città venne presa e distrutta da Ducezio, condottiero dei Siculi, durante la rivolta contro il dominio greco, così come ci racconta Diodoro Siculo nella sua Bibliotheca. La città fu probabilmente in seguito abbandonata come centro abitato.

### Palikè
Paliké venne rifondata da Ducezio nel 453 a.C. La città fu fondata sull'altura che domina la pianura dove si trovava l'antico santuario dei Palici, divinità indigene ben presto inserite nel pantheon greco. All'età arcaica risalgono le più antiche strutture che si possono attribuire al santuario dei Palici che viene ricostruito con strutture monumentali quali portici e sala da banchetto nel V secolo a.C. probabilmente grazie all'iniziativa di Ducezio, capo siculo che avrebbe fissato la sede della sua lega di città sicule proprio presso il santuario del Palici. Il tempio sarebbe sorto sulle rive mefitiche del laghetto, dove si svolgevano alcuni riti tramite i quali i sacerdoti eseguivano vaticini e ordalie.

### Pantalica-Hybla
Dionisio Mollica nel suo Nel Regno dei Siculi. Pantalica, la Valle dell'Anapo e Sortino parla del centro siculo e propone che il nome Pantalica potrebbe derivare da "Pentelite", che, in età greca, indicava simbolicamente un luogo privo di una funzione urbana. L'identificazione storica più accreditata riconduce Pantalica al Regno di Hybla (anche per la presenza dell'eccezionale Palazzo del Principe unico nel contesto delle costruzioni sicule), anche se in passato si era proposta anche l'identificazione con l'antica città di Erbesso. La civiltà iniziale di Pantalica sarebbe stata Sicana, poi i Sicani avrebbero lasciato il posto ai Siculi fuggendoli verso la parte meridionale ed occidentale dell'isola. Fiorisce la Pantalica dei Siculi che, fra alterne vicende diventerà il più importante abitato della Sicilia Orientale, la Hybla del Regno siculo di Re Hyblon.
Sono in molti gli storici che hanno deciso di identificare Pantalica con l'antica Hybla. Secondo tale ricostruzione, avanzata dall'archeologo francese Francois Villard (e sostenuta in seguito da Bernabò Brea, Tusa ed altri), i Siculi, nel corso dell'insediamento sulle montagne di Pantalica, fondarono Hybla.

Con la fine della civiltà sicula a Pantalica (non dovuta a sconfitte militari o annessioni, ma all'emigrazione di massa verso le fiorenti città greche e siciliote), avvenuta tra l'VIII il VII secolo a.C., inizia uno dei periodi più misteriosi e controversi della storia di questa terra. In effetti, se in via di principio sarebbe logico presumere uno stanziamento di civiltà greca a Pantalica, di tale insediamento non esistono prove certe.

## Ipotesi linguistiche

### Trascrizioni in varianti dell'alfabeto greco in lingua non greca
Allo stato attuale risultano scarse le testimonianze linguistiche significative lasciate dai Siculi, poiché si hanno numerosi vasi con iscrizioni in varianti dell'alfabeto greco, in lingua diversa dal greco, ma nella maggior parte dei casi l'iscrizione è di una o due parole (in lingua non greca), e quindi è complicato studiarne il significato. Nei primi anni sessanta, a Centuripe, è stato ritrovato un askos (vaso schiacciato) che risale al V secolo a.C., conservato al museo archeologico di Karlsruhe (Germania), che riporta la più lunga iscrizione esistente in siculo (i caratteri sarebbero sempre una variazione dell'alfabeto greco) il significato dell'iscrizione è legato all'idea di un'offerta del vaso stesso come dono. Dagli studi sulla sintassi e sul lessico essa risulta essere una lingua di origine indoeuropea, molto imparentata con il latino, per cui i Siculi sono spesso inseriti nel gruppo dei cosiddetti popoli protolatini, con Ausoni, Falisci ed Enotri. Durante gli scavi eseguiti nella zona di Adrano, nell'area dell'antica città detta di Mendolito, una porta cittadina del VI secolo a.C. riporta un'iscrizione in lingua sicula.

### Il linguaggio ligure-siculo dell'ipotizzata identità ligure-sicula
Giuseppe Sergi esamina attentamente i rapporti linguistici che potrebbero esserci fra i tratti linguistici siculi e quelli liguri, ma non solo. Inizia il suo studio ponendo lo sguardo su alcuni suffissi che egli ritiene caratterizzanti dei linguaggi liguri e siculi.
Un suffisso caratteristico ligure accettato è quello delle parole terminanti in -sco, -asco, -esco, in nomi propri, dovuto alla scoperta di un'antica iscrizione latina dell'anno 117 a.C., dove trattasi di un giudizio in una controversia territoriale fra Genuenses e Langenses, liguri. Qui s'incontrano i nomi di Novasca, Tulelasca, Veraglasca, Vineglasca. Inoltre nella tabula alimentaris riferibile alla disposizione di Traiano imperatore, per soccorrere di viveri fanciulli e fanciulle, si trovano altri nomi liguri con la stessa terminazione.
Il Zanardello Tito, in alcune sue memorie, tentò di mostrare l'espansione dei nomi con tale suffisso ligure e anche di altri similmente liguri non soltanto in Italia, ma ancora nell'antica Gallia compreso il Belgio; e calcola seguendo il Flechia, che il numero dei nomi italiani col suffisso -sco in alta Italia supera 250; e simili forme si sono trovate nella valle della Magra, nella Garfagnana e altrove.
Abbiamo nomi etnici Volsci, Osci o Opsci, poi Graviscae, città tenuta dagli Etruschi, Falisci, un popolo o una tribù Japuzkum o Iapuscum delle Tavole icuvine; e poi Vescellium in Irpinia, Pollusca nel Lazio, Trebula Mutuesca nell'Umbria, Fiscellus, monte ai confini dell'Umbria, ed altri altrove. Poi ancora abbiamo il nome di Etrusci e Tusci, che adoperarono i Romani e dopo gl'Italiani e altri.
Altri suffissi:
- -la, -lla, -li, -lli, come in Atella, Abella, Sabelli, Trebula, Cursula;
- -ia, -nia, -lia, come in Aricia, Medullia, Faleria, Narnia, Nuceria;
- -ba, come in Alba, Norba;
- -sa, -ssa, come in Alsa, Suasa, Suessa, Issa;
- -ca, come in Benacus (Benaca), Numicus (Numica);
- -na, come in Artena, Arna, Dertona, Suana;
- -ma, come in Auxuma, Ruma, Axima, e forse anche Roma;
- -ta, -sta, come in Asta, Segesta, Lista;
- -i, come Corioli, Volci o Volsei.

### Monografie
- Giuseppe Sergi, Piccola Biblioteca di Scienze Moderne, in Da Albalonga a Roma. Inizio dell'incivilimento in Italia, ovvero Liguri e Siculi, Torino, Fratelli Bocca Editori, Tipografia Silvestrelli & Cappelletto, 1934.
- Paolo Enrico Arias, Problemi sui Siculi e sugli Etruschi, Catania, Crisafulli Editore, 5 aprile 1943.
- Roberto Bosi, L'Italia prima dei Romani, Milano, Gruppo editoriale Fabbri, Bompiani, Sonzogno, Etas, 1989.
- Carmine Ampolo, Italia omnium terrarum parens: la civiltà degli Enotri, Choni, Ausoni, Sanniti, ucani, Brettii, Sicani, Siculi, Elimi, Milano, Libri Scheiwiller, 1989.
- Dionisio Mollica, Nel regno dei siculi. Pantalica e la valle dell'Anapo e Sortino, Sortino (SR), Flaccavento, Tipolitografia Tumino, 1996. ISBN/ISSN/EAN 10058
- Fabrizio Nicoletti, La bronzistica figurata indigena, in Prima Sicilia. Alle origini della società siciliana, Palermo 1997.
- Lorenzo Braccesi (a cura di), Il Guerriero di Castiglione di Ragusa, Greci e Siculi nella Sicilia sud-orientale, in Hesperìa: Studi sulla grecità di occidente, n. 16, Roma, L'Erma di Bretschneider, 2002, ISBN 88-8265-163-0.
- Rosa Maria Albanese Procelli, Sicani, Siculi, Elimi. Forme di identità, modi di contatto e processi di trasformazione, Milano, Longanesi & C., 2003, ISBN 88-304-1684-3.
- (FR)  Jean Faucounau, Les Peuples de la Mer et leur Histoire, Paris, Éditions L'Harmattan, 2003, ISBN 978-2-7475-4369-9.
- (FR)  Jean-Jacques Prado, L’Invasion de la Méditerranée par les Peuples de l’Océan - XIIIe siècle avant Jésus-Christ, Paris, Éditions L'Harmattan, 1992, ISBN 978-2-7384-1234-8.
- (EN)  James Henry Breasted, Ancient Records of Egypt: Historical Documents from the Earliest Times to the Persian Conquest, collected, edited, and translated, with Commentary, 5 voll., University of Chicago Press, 1906 –1907 (réimpr. 2001: University of Illinois Press).

### Saggi
- Giacomo Tropea, Gli Studi Siculi di Paolo Orsi, in Rivista di Storia antica e Scienze affini, Messina, D'Amico, 1895, Anno I, n° 2, pagg. 1-16.
- Anna Maria Prestianni Giallombardo, Ducezio, l'oracolo e la fondazione di Kale Akte (PDF) [collegamento interrotto], su amedit.it, Università di Messina,  135-149.
- Roberto Marino, Il Mistero dei Siculi, Siracusa, Edizioni Stella del Mare, 2005, SBN PA10019174.